# Флаг Алексеевского района (Москва)
Флаг внутригородского муниципального образования Алексе́евское в Северо-Восточном административном округе города Москвы Российской Федерации.
Флаг утверждён 11 марта 2004 года и внесён в Геральдический реестр города Москвы с присвоением регистрационного номера ?.

## Описание
«Флаг муниципального образования Алексеевское представляет собой двустороннее, прямоугольное полотнище с соотношением сторон 2:3.
В голубом полотнище помещено изображение жёлтого каретного колеса с сидящим на нем голубем натуральной расцветки. Габаритные размеры изображения составляют 3/10 длины и 3/5 высоты полотнища. Изображение равно удалено от боковых краёв полотнища и на 1/8 ширины полотнища смещено к верхнему краю полотнища.
В нижней части полотнища, на 1/8 ширины полотнища от нижнего края полотнища, помещены две белые, волнистые горизонтальные полосы. Ширина каждой полосы составляет 7/320 ширины полотнища, габаритная ширина каждой полосы составляет 7/160 ширины полотнища. Расстояние между горизонтальными осями полос составляет 1/20 ширины полотнища».

## Обоснование символики
Голубое полотнище символизирует Мытищинский водопровод — первое водопроводное сооружение Москвы, проходящее по территории муниципального образования.
Жёлтое колесо символизирует исторически важную дорогу, которая проходила через село Алексеевское (старая Владимирская, Троицкая, Ярославское шоссе, проспект Мира), и царский путевой дворец в селе Алексеевском.
Голубь, как символ мира, обозначает проспект Мира.
Белые волнистые горизонтальные полосы символизируют речку Копытовку, протекающую по территории муниципального образования.